# Juegos y juguetes de niñas
Los juegos y juguetes de niñas son un gran mercado aún difícil para la industria del juguete infantil. La creación de juegos y juguetes que pueden ser comercializados en masa para niñas es un desafío para las empresas de juguetes de hoy. Nancy Zwiers, consultora de la industria y exdirectora de marketing mundial de la línea Barbie de Mattel, ha señalado el sesgo androgénico que hace que el desarrollo de las niñas sea difícil:
"Cuando paseo por las salas de exhibición de otras empresas y miro lo que están haciendo, muchas veces son un grupo de hombres tomando decisiones acerca de lo que las niñas querrán y generalmente pierden el objetivo sin dar en el blanco”

## "Comprensión de edad"

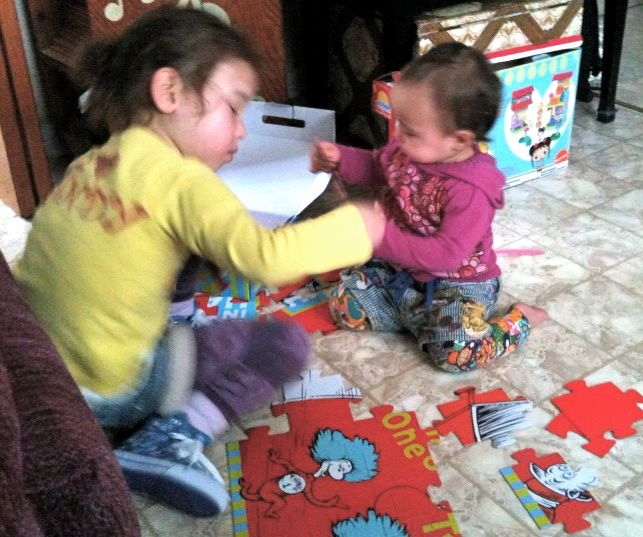
Niñas haciendo un puzle.

"Comprensión de edad" es un término utilizado por la industria del juguete que describe la tendencia del niño moderno a moverse a través de las etapas del juego más rápido que antes. Los niños, y las niñas en particular, tienen deseos de progreso, de hacer los juegos más complejos cada vez más rápido. Por ejemplo las muñecas Barbie, que anteriormente eran comercializadas entre niñas de alrededor de 8 años de edad ahora son más populares entre las niñas de 3 años de edad. Por lo tanto han tenido que ser adaptadas para niñas de 3 años en adelante. Los niños, en contraste parecen disfrutar los juegos durante lapsos más largos de tiempo, gravitando entre juguetes que satisfagan su interés en armar y desarmar, como los juguetes mecánicos y aquellos que “se muevan rápido y cosas que peleen”. Un ejecutivo de la industria ha puntualizado que las niñas entran en una etapa a la que denominan “pre adolescente” alrededor de los 8 años en la cual no quieren juguetes tradicionales, mientras que los niños mantienen el interés en los mismos juguetes hasta alrededor de los 12 años, esto quiere decir que la industria del juguete se sostiene de sus consumidores masculinos hasta en un 50% durante más tiempo que con sus clientas femeninas.
Las niñas oscilan entre “música, ropa, maquillaje, shows de talento televisivo y reality shows”. También está demostrado que las niñas muestran más lealtad a ciertos personajes o juguetes que los niños. Una gran variedad de compañías jugueteras han hecho su mercado basadas en esta característica, por ejemplo: Hello Kitty y las princesas de Disney. Por otro lado, en los últimos años, los niños muestran interés por los juegos de computadora a edades más jóvenes.

## La fiebre rosa

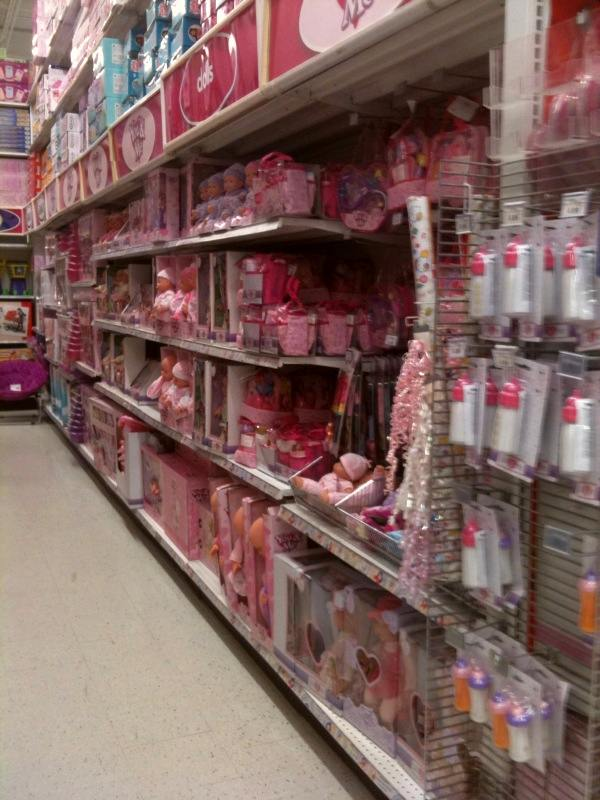
Una tienda canadiense con una estantería repleta de juguetes de color rosa.

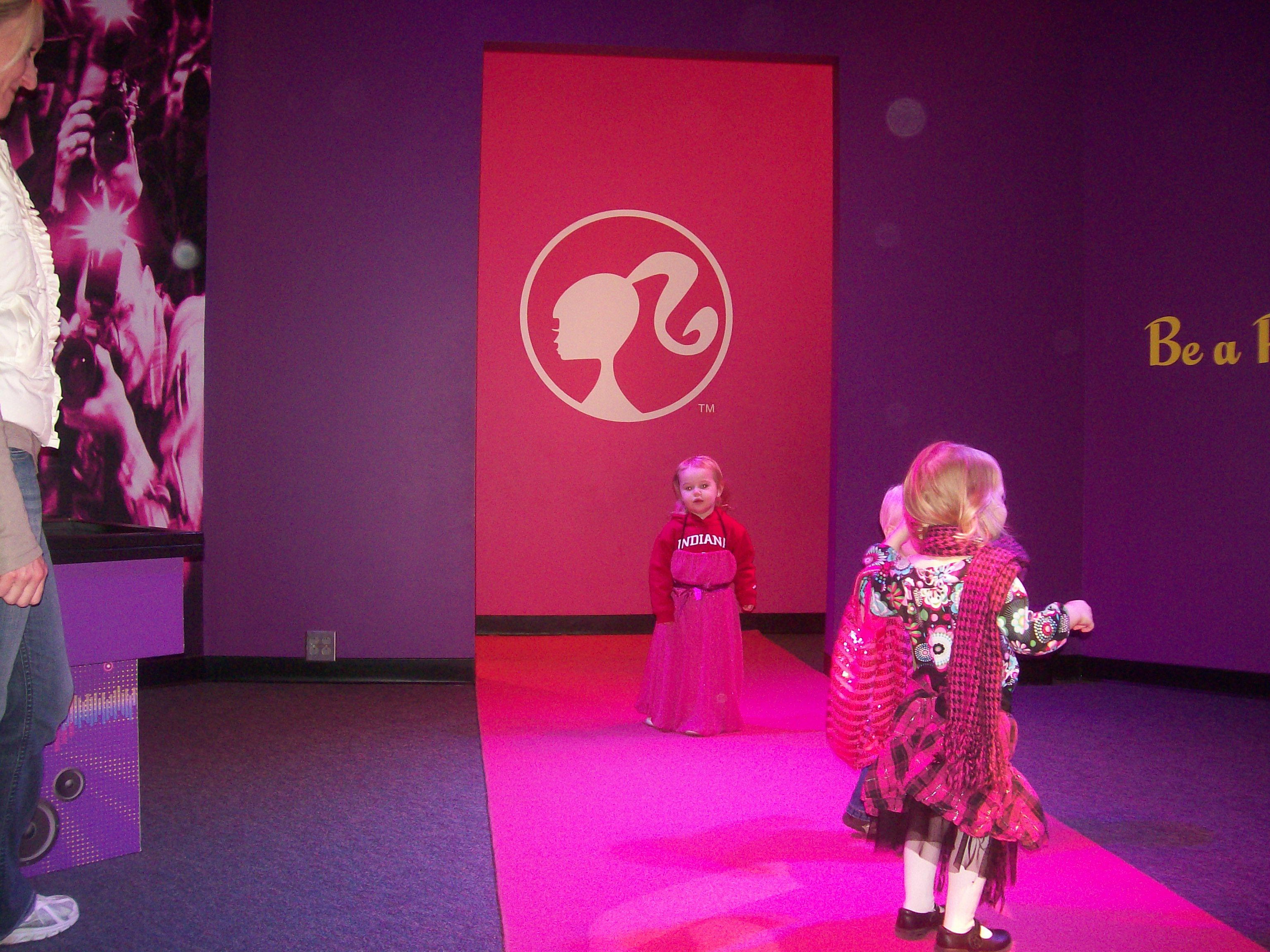
Niñas vestidas como Museo a Barbie desfile de moda infantil.

En los países occidentales los juegos y juguetes de niñas están caracterizados por el uso del color rosa. Los adultos que buscan comprar un juguete encuentran fácilmente la sección de juguetes para niñas debido a que los pasillos están inundados de rosa en sus diferentes tonalidades. Ha habido una reacción al uso predominante del rosa en los juguetes para niñas. Un padre británico inició una campaña llamada “el rosa apesta” contra los minoristas del mercado de juguetes didácticos para niñas, argumentando que esta tendencia polariza la identidad de género desde una edad temprana sobreenfatizando la belleza y la pasividad sobre la diversión y la creatividad.
La razón por la cual las niñas prefieren el color rosa son desconocidas, los científicos están investigando este fenómeno. Las teorías están divididas entre cuestiones naturales y no naturales. La condición social es un posible factor, a raíz de que las niñas nacidas en ciertas culturas están rodeadas de ropa y accesorios rosas. Como sea se ha establecido que esta preferencia por el rosa está muy arraigada. Un estudio reciente ha demostrado una preferencia sólida por el rosa entre niñas y mujeres de diferentes culturas.
Ampliar las diferencias de identidad de género entre niños y niñas redunda en beneficio de los vendedores de juguetes. La clasificación de mercados meta ha sido utilizada como una estrategia de venta durante muchas décadas de la misma manera que se hace con el mercado adulto. Los segmentos de edad tan populares entre los niños, que comúnmente se cree que identificaron los psicólogos, fueron en realidad inventados por los fabricantes de ropa y juguetes para niños. Peggy Orenstein ha llamado la atención sobre la investigación realizada por Daniel Cook (un historiador del consumismo infantil) que revela los orígenes del marketing del grupo de edad conocido como “niño” : "Las publicaciones comerciales aconsejan a las tiendas departamentales que para incrementar sus ventas implementen una tercera línea de ropa entre la ropa infantil y la ropa juvenil . También recomiendan dividir la ropa niño/niña a partir de los dos años o antes: Los padres cuyos hijos fueron "tratados como hombrecitos" fueron mapas flexibles con las cadenas en sus bolsillos. Esto fue solo después de que los niños empezaran a ser considerados un mercado".}}

## Mercado preadolescente

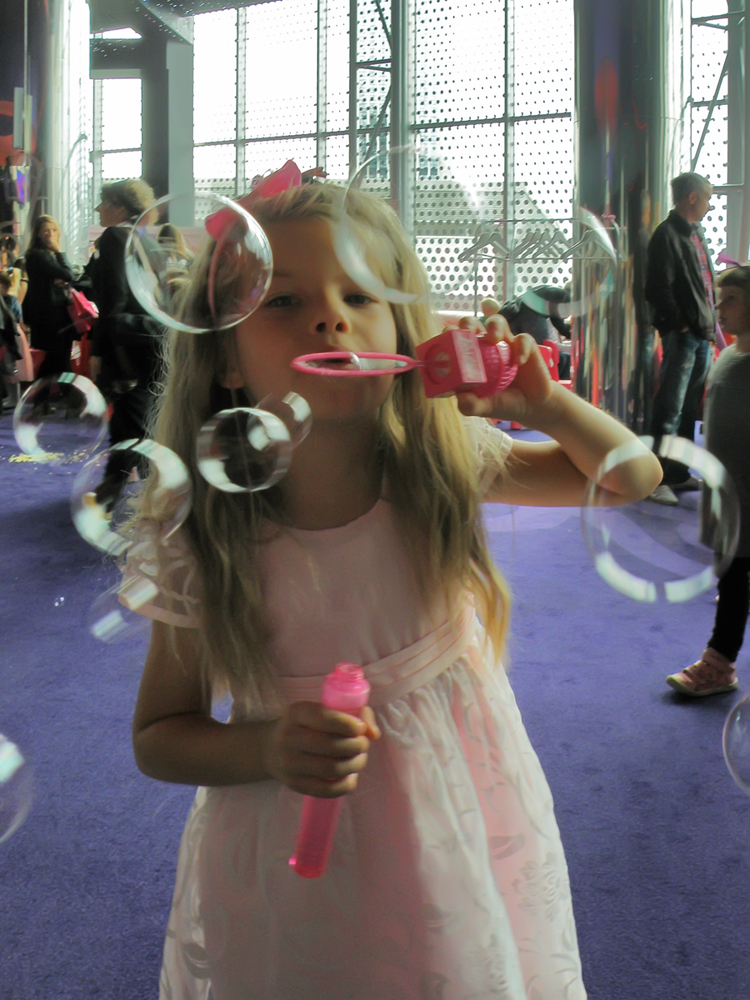
Los niños que juegan burbujas.

Muy similar es el grupo conocido como “preadolescente”, el cual fue una invención de la mercadotecnia que data de mediados de los 80s, para describir a los niños entre los 8 y los 15 años. Hoy en día es popularmente comprendida como una fase de desarrollo vigente. El mercado preadolescente se ha extendido entre los países occidentales. Estudios de mercado realizados en la India arrojaron que el grupo de niñas entre 8 y 14 años de edad inclinan su preferencia a productos masivos tales como las princesas de Disney y Hannah Montanna.
Las preadolescentes fueron identificadas como un enorme mercado durante los 90s. El grupo musical pop Spice Girls fue un grupo basado en personajes femeninos basados en rasgos de carácter. Usaban sobrenombres como: Scary Spice, Baby Spice y Sporty Spice. Aunque originalmente fueron una versión menos atrevida de las chicas Mary Jane organizado por Rick James y Vanity 6 y creado por Prince, con la intención de llegar a un mercado adolescente. Para sorpresa de la industria discográfica, las Spice Girls fueron un éxito enorme entre las preadolescentes que se identificaron con la coqueta sexualidad y el “poder femenino”, tema que posteriormente les impulsó a la cima. En 1998, año en el que las Spice Girls disfrutaron de su mayor éxito, las preadolescentes gastaron un estimado de  $1.4 Billones. De acuerdo al YTV el mercado de entretenimiento para las niñas preadolescentes tiende completamente y con pleno derecho a mercancía asociada con shows de televisión, grupos musicales y celebridades. Por ejemplo: Justin Bieber, Miley Cyrus, y Selena Gomez.

## Tecnología y juguetes

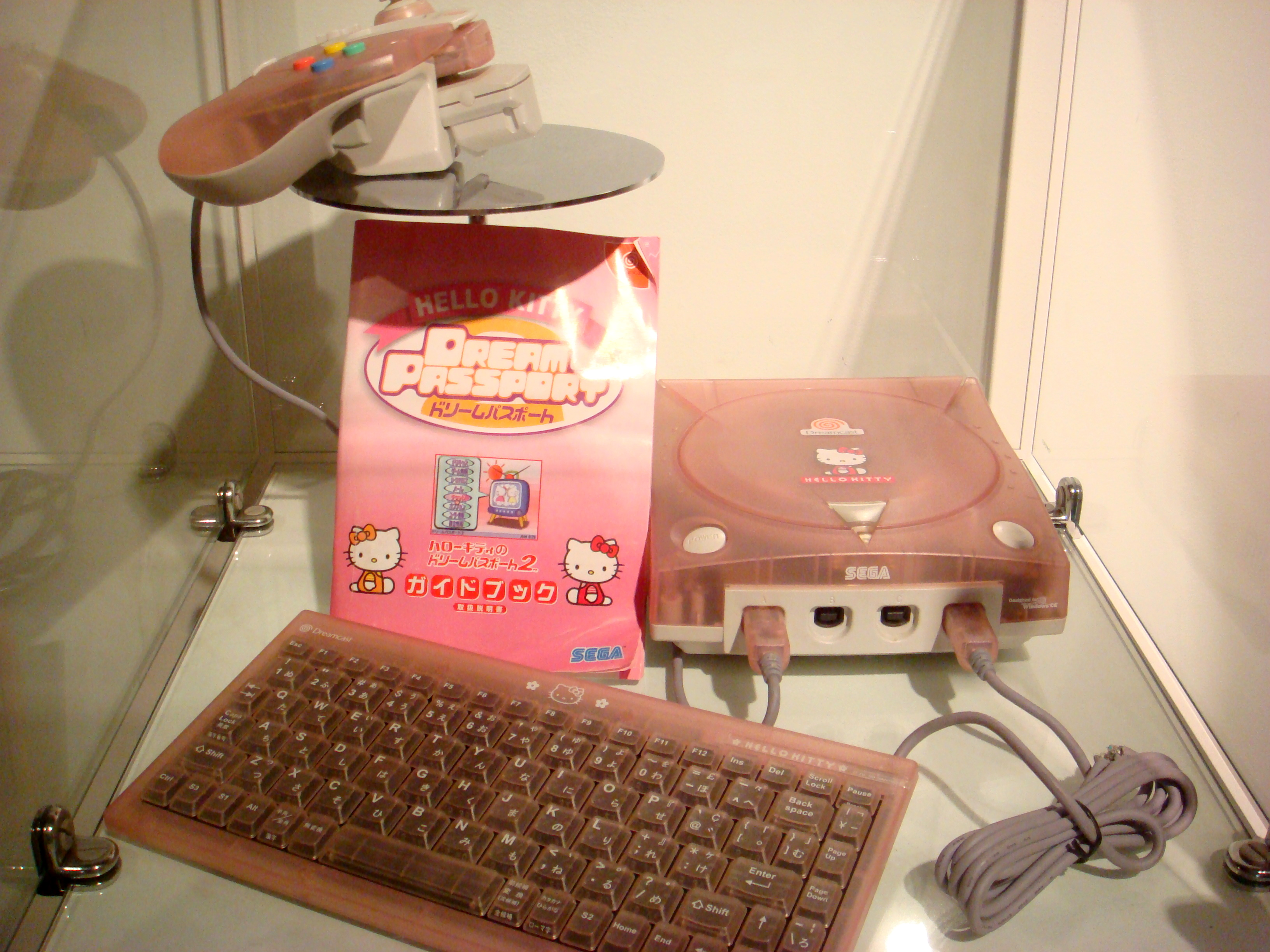
Edición especial Hello Kitty de la consola Dreamcast.

La tecnología ha sido adoptada por algunas jugueteras debido a la neutralidad de género y la popularidad de los juguetes que ayudan a crear. Un ejemplo es el popular Tamagotchi inventado en Japón en los 90's. Este vendió millones de unidades a lo largo del mundo en sus diferentes versiones. El Tamagotchi es un juguete digital en forma de huevo que imita a una mascota, y requiere que el usuario lo actualice regularmente para proveerlo de comida y otros cuidados. Sigue siendo particularmente popular entre las jóvenes, sin embargo, las últimas campañas están orientadas a las niñas; niñas "como los nuevos trajes y otros artículos que pueden ser descargados dese mi celular y transferidos a su Tamagotchi". 
Las ventas mundiales de videojuegos se han disparado más que los juguetes tradicionales en la última década, particularmente en Norteamérica y el Medio Oriente. Nintendo Wii es bien conocida como una innovación que vende juegos dirigidos a niños y niñas por igual. Las grandes compañías de juguetes como Hasbro se han integrado en la tendencia, creando aplicaciones para el iPhone y otros teléfonos inteligentes, los cuales han incrementado su uso por parte de los niños en países del primer mundo.

## Spa de belleza para niñas
Las niñas muestran un especial interés por la belleza y el aseo personal a una edad muy temprana, en general antes de los 10 años. Jane Davies, terapeuta de belleza británica ofrece fiestas privadas de cambio de imagen y belleza para preadolescentes: 

Todas las revistas para preadolescentes tienen artículos acerca de mini-maquillaje y manicura así que ellas hablan sabiamente de máscaras de pestañas que te dan efecto de pestañas postizas y qué celebridad usa qué producto.

En los últimos años un gran número de compañías han iniciado cadenas comerciales en centros comerciales que van más allá de experiencias de juego y de vender juguetes. La tienda Hamley's Flagship en Londres abrió un "centro de uñas y peinados" para niñas en 2009, el cual ha mostrado un gran éxito entre niñas de 7 y 8 años de edad. Justice, cadena comercial de ropa para preadolescentes con más de 40 tiendas en el noreste de los Estados Unidos, tiene una línea de belleza y productos de spa disponibles en sus tiendas a la par de la ropa. En los Estados Unidos existen cadenas en los centros comerciales que únicamente se enfocan en maquillaje y spa para preadolescentes, los cuales se han posicionado en un muy buen lugar en los negocios estadounidenses. Un ejemplo es la cadena Tabby, que ofrece fiestas de maquillaje en centros comerciales en varios estados del país norteamericano.
Esta tendencia ha probado ser resistente aun en tiempos de dificultad económica. Un estudio americano confirma que el 62% de los padres preferirían limitar sus propios gastos y tener la posibilidad de gastar dinero en sus hijos. como prueba de esta tendencia está Scooops children's spas cadena que abrió outlets en varios estados de los Estados Unidos y Canadá incluyendo uno en el Mall de América.
Por otro lado, Club Libby Lu, cadena comercial americana que tuvo su punto máximo de éxito con 98 tiendas, cerró sus puertas en 2009 argumentando el pésimo estado económico como razón. 
Aparte de las cadenas de tiendas dedicadas a ofrecer productos y servicios de belleza a las niñas, los fabricantes de juguetes se han adaptado a esta tendencia modificando sus productos para muñecas. La línea americana de muñecas y libros para niñas ha abierto tiendas a lo largo de los Estados Unidos, así como Mall of America y el American Girl Place en Los Ángeles, que incluyen: un salón de belleza para muñecas, un estudio fotográfico y un salón de fiestas. La compañía televisiva Nickelodeon en Florida ofrece un spa para niñas y muñecas. La fórmula ha demostrado ser exitosa a nivel mundial. La tienda más grande del mundo es la de muñecas Barbie, un edificio de 6 pisos en Shanghái, incluye un “servicio completo de spa”, donde las niñas pueden cortarse el pelo y hacerle la manicura, así como comprar accesorios y ropa, lo cual emula a Barbie como influencia de estilo.

## Historia

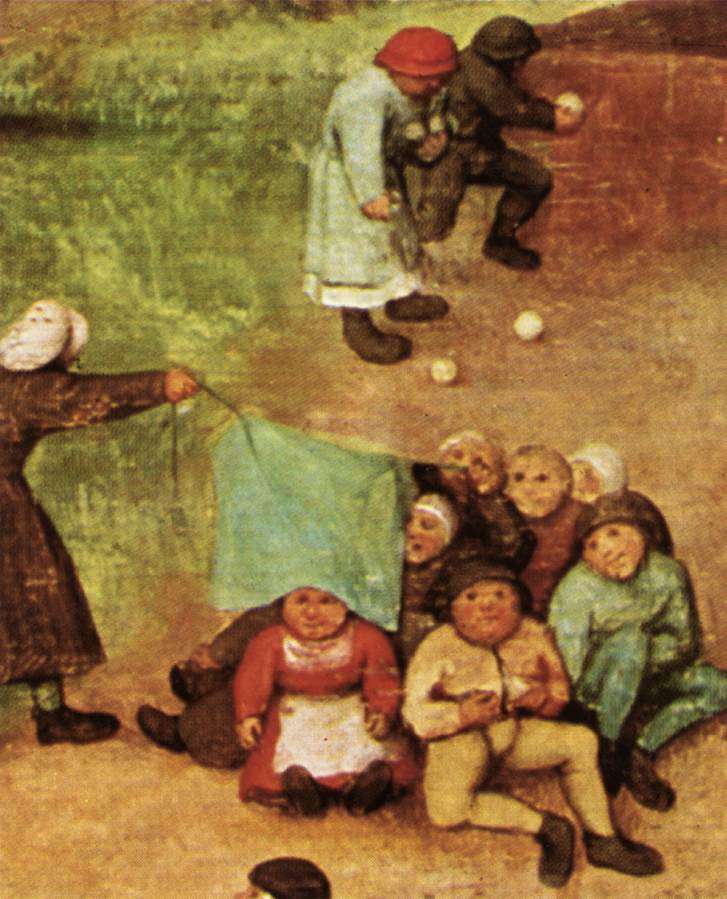
Children's Games de Pieter Bruegel (1560)

Los juegos y juguetes de niñas son artefactos de culturas pasadas realmente fascinantes. Los antiguos juguetes para niñas eran muñecas egipcias que datan del 2000 AC aproximadamente. Los niños de la Antigua Grecia jugaban con muñecas de trapo, madera, cera o arcilla, en ocasiones los brazos y las piernas eran móviles. Sonajas, aros y yo-yos fueron otros juguetes comunes. Cuando una mujer joven se iba a casar en la Antigua Grecia, tenía que sacrificar sus muñecas y juguetes junto con algunas otras pertenencias de su juventud a la diosa Artemisa la noche previa a la boda. 
Los juegos infantiles de la Edad Media y épocas anteriores son todo un misterio, ya que las reglas de los mismos eran transmitidos de generación en generación oralmente. En raros casos, los juegos sobrevivieron los suficiente para ser recordados después de varios siglos. La pintura de Pieter Bruegel Children's Games (1560) representa muchos juegos populares de los niños flamencos de la época. Las niñas podían jugar juegos que involucraban un balón, instrumentos musicales, y juegos en que se desafiaba a otros niños o se realizaban otros retos. Escondidillas, Burro castigado y Atrapadas son algunos de los juegos populares que parecen haber sobrevivido a través de los siglos en Europa y Norteamérica. 
Las Muñecas a la moda fueron creaciones que utilizaron los adultos en la Europa moderna. Las muñecas a la moda fueron prototipos para las muestras de ropa, pasaron entre los adultos que se veían envueltos en el diseño y compra de vestidos y trajes muy caros. Una vez que las muñecas estaban viejas, ellos aparentemente se las daban a las niñas como juguetes. Curiosamente, una tendencia reciente en la línea de muñecas Barbie, es producir versiones de “coleccionista” diseñadas específicamente para adultos, con Barbie vistiendo reproducciones históricas de alta costura. 
Juegos de mesa, Muñecas de papel, casas de muñecas y otros juguetes fueron creaciones de la época Victoriana que siguen siendo populares hoy en día. Otro histórico y antiguo pasatiempo de niñas es el atrapa-piojos, que data de 1920.